# Reinaerde-Dennendal

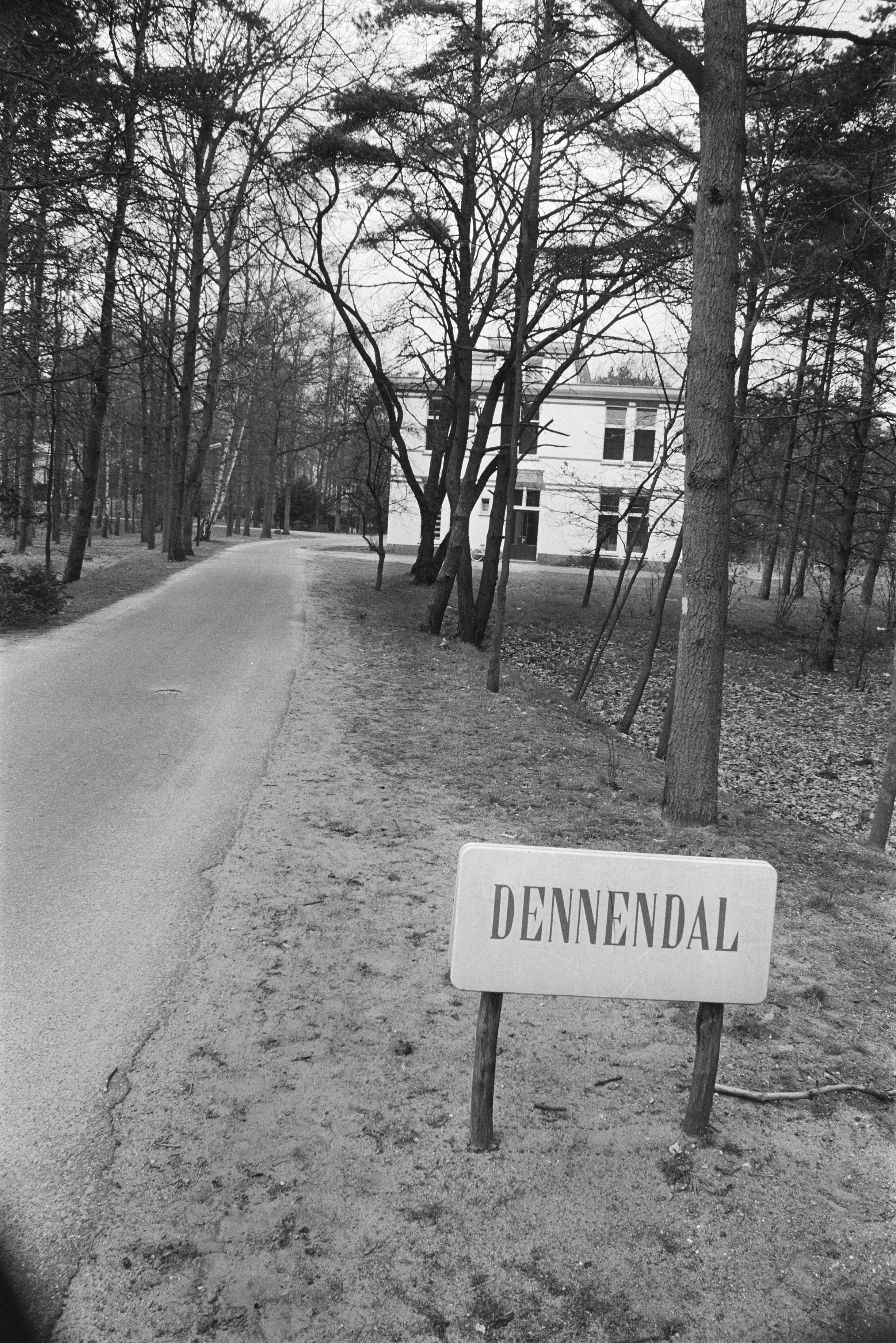
Dennendal in 1971

Reinaerde-Dennendal, voorheen bekend als Dennendal, is een instelling voor mensen met een verstandelijke beperking gelegen in Den Dolder. De instelling ontstond als onderdeel van de Willem Arntsz Hoeve en is tegenwoordig deel van de stichting Reinaerde.

## Geschiedenis
In 1964 werd door geneesheer-directeur professor dr. Alexander Poslavsky (1919-1995) een aparte afdeling oligofrenie (zwakzinnigenzorg) opgericht. Als hoofd van de afdeling werd Carel Muller aangesteld. In 1969 werd een door architect Frank van Klingeren ontworpen nieuwbouw geopend ten noorden van het psychiatrische deel van de W.A.-Hoeve, onder de naam Dennendal.
In de jaren 1971-74 kwam Dennendal in het nieuws door de 'Affaire-Dennendal', een conflict dat eindigde met ontruiming door de politie.
In de nacht van 13 juli 1982 brak er een brand uit in het paviljoen 'De Grashoek', waarbij zes jeugdige bewoners om het leven kwamen.
Nadat de organisatiestructuur van de Willem Arntsz Stichting in 1990 veranderde werd Dennendal een zelfstandige stichting. Deze stichting ging in 1992 samen met het Christelijk Sanatorium te Zeist, onder de naam H.C. Rümke Groep. Deze ging later op in Altrecht, en in 2001 werd Dennendal onderdeel van de Stichting Reinaerde.
In 2009 werd besproken dat Dennendal het terrein zou verlaten, en het gebied gerenatureerd. Hier werd later grotendeels van afgezien en Dennendal zou op de locatie blijven. De gemeente wijzigde het bestemmingplan in 2017 naar 'maatschappelijk'. In 2018 startte Reinaerde met nieuwbouw op Dennendal.

## Affaire-Dennendal

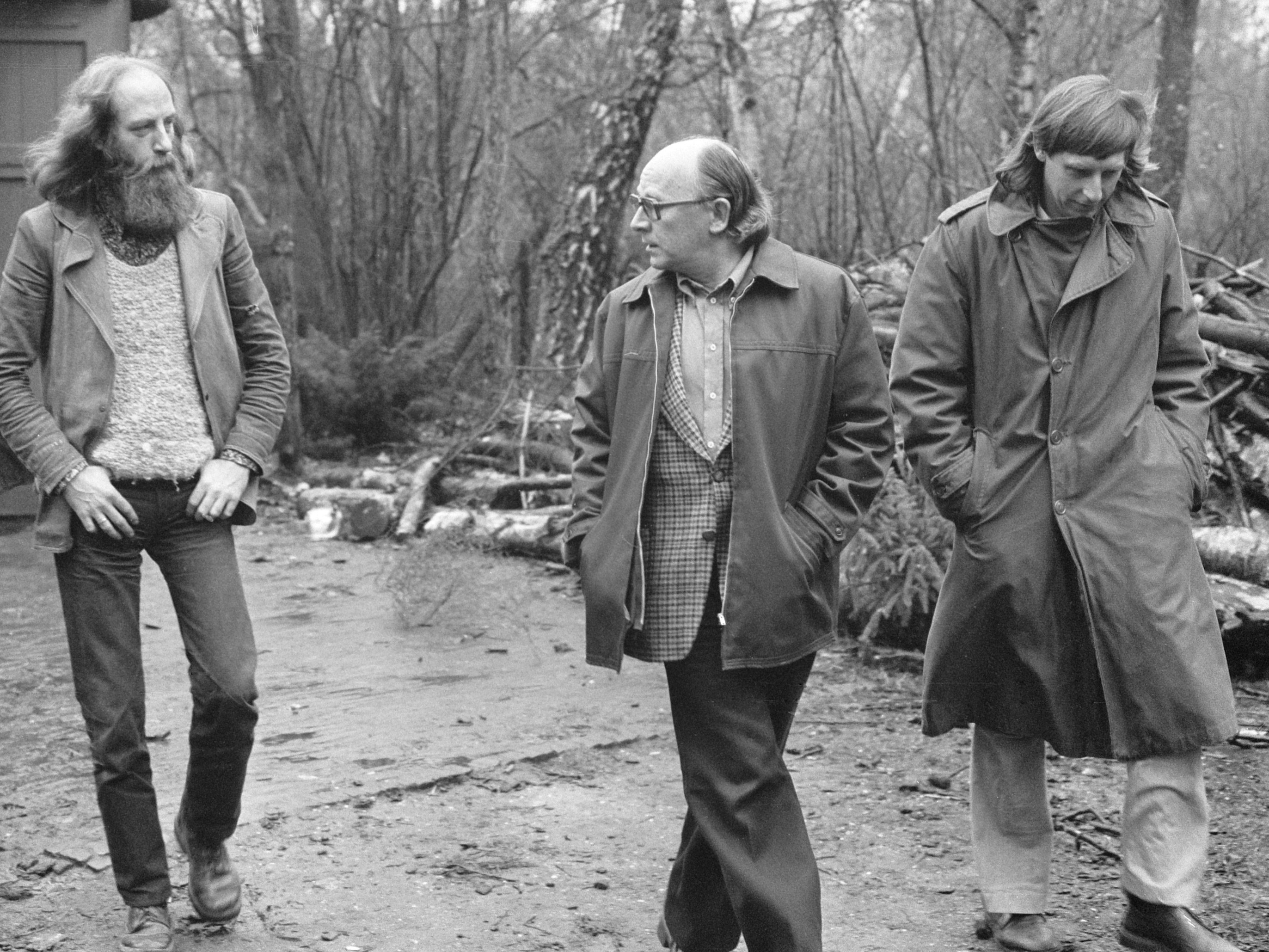
Bestuur in 1974; Carel Muller, Piet Reckman en Kay Okma

In 1970 werd door de Kabouterbeweging rond Roel van Duijn en Robert Jasper Grootveld de Oranjevrijstaat opgericht. Deze kreeg ook een Volksdepartement voor Geestelijke Volksgezondheid dat zich bezig ging houden met "onderzoek naar de oorzaken van criminaliteit en de genezing daarvan". Sterk beïnvloed door de antipsychiatrie werden alternatieven voor de geestelijke gezondheidszorg onderzocht. In mei 1970 bracht een vertegenwoordiging een bezoek aan Dennendal. 
Afdelingshoofd Carel Muller zag mogelijkheden tot samenwerking, en er werd onder andere een biologisch-dynamische tuin aangelegd. Patiënten werden 'cliënten' genoemd en gezien als volwaardige mensen die juist door hun eerlijkheid en oorspronkelijkheid veel te bieden hadden aan de vervreemde moderne mens. Het doel werd de integratie van de bewoners in de samenleving, de zogenaamde 'verdunning'. Er kwam een 'anti-autoritaire' organisatiestructuur met meer macht voor de basis. De positie van medisch directeur Willem André en psychologisch directeur Carel Muller werd formeel opgeheven en de verantwoordelijkheden werden door de twaalf stafleden gezamenlijk gedragen.

### Eerste conflict
Nadat in 1971 een bewoonster in bad was verdronken, publiceerde De Telegraaf het artikel "Den Dolder draait dol door Kabouters" waaruit bleek dat de verzorgers en begeleiders in Dennendal veel meer vrijheid gaven aan de bewoners dan gebruikelijk was in die tijd. Vooral de media van rechtse signatuur zagen in het incident aanleiding om de noodklok te luiden en het beleid in Dennendal ter discussie te stellen. Dat leidde tot een publiek conflict met de directie van de Willem Arntzs Stichting.
De inspecteur voor de Geestelijke Volksgezondheid in Utrecht, dr. W. Meijering, kreeg van staatssecretaris Kruisinga van Volksgezondheid de opdracht een onderzoek in te stellen. Deze kwam tot de conclusie dat de beschuldigingen ongegrond waren. Kruisinga nam hier geen genoegen mee, schorste Meijering en richtte de commissie-Speijer op. Deze bracht een rapport uit waarin geadviseerd werd Muller te schorsen, hetgeen op 11 juni gebeurde. Er werd een interim-bestuur ingesteld, dat Muller echter weer in zijn functie herstelde.

### Tweede conflict

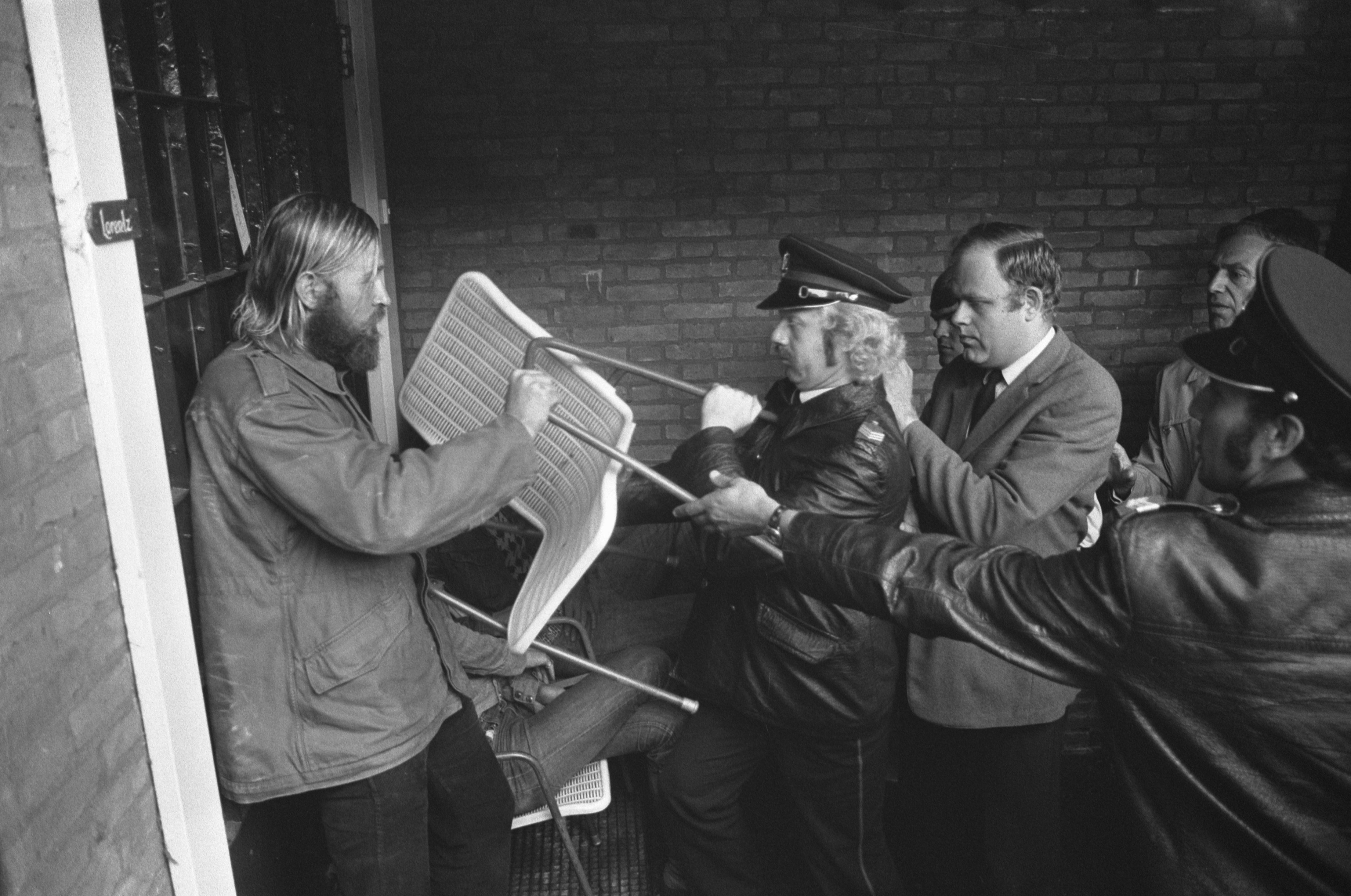
Ontruiming van Dennendal, 3 juli 1974

In augustus 1973 stelde het bestuur drie nieuwe stafleden aan. Muller en de zijnen verzetten zich hevig tegen deze autoritaire daad, maar het bestuur zette door. Hierop zette Muller zijn eigen bestuur op met voorzitter Piet Reckman. De mogelijkheid van een zelfstandig Dennendal werd onderzocht. Het bestuur van de Willem Arntzs Stichting voelde zich gepasseerd. Muller werd ontslaan, maar het personeel weigerde echter toe te geven en riep op 25 januari 1974 het onafhankelijke Nieuw-Dennendal uit.
Op 8 februari besloot het bestuur van de stichting om Dennendal te sluiten. Staatssecretaris Hendriks benoemde de commissie-Langemeijer om een ontruiming te regelen, maar ook te onderzoeken of er nog mogelijkheden waren deze af te wenden. Beide partijen waren echter onverzettelijk.
Uiteindelijk werd Dennendal op 3 juli 1974 door de politie ontruimd. De bewoners werden tijdelijk overgeplaatst naar andere instellingen. Na de ontruiming werden er nog pogingen gedaan om op een andere locatie met Nieuw-Dennendal verder te gaan, maar deze liepen op niets uit. De stichting Nieuw-Dennendal werd op 1 november 1974 opgeheven.